# Cofrentes
Cofrentes, en castillan et officiellement (Cofrents en valencien), est une commune d'Espagne de la province de Valence dans la Communauté valencienne. Elle est située dans la comarque de la Valle de Cofrentes et dans la zone à prédominance linguistique castillane.

## Géographie

Localisation de Cofrentes
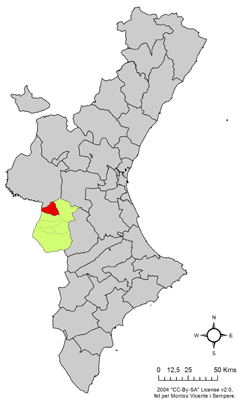
dans la Communauté valencienne.
dans la comarque de la Valle de Cofrentes.

### Localités limitrophes
Le territoire communal de Cofrentes est voisin de celui des communes suivantes :
Cortes de Pallás, Jalance et Requena, toutes situées dans la province de Valence.

## Démographie
| Población | 932 | 893 | 947 | 1.007 | 990 | 1.056 | 999 | 948 | 965 |

## Administration

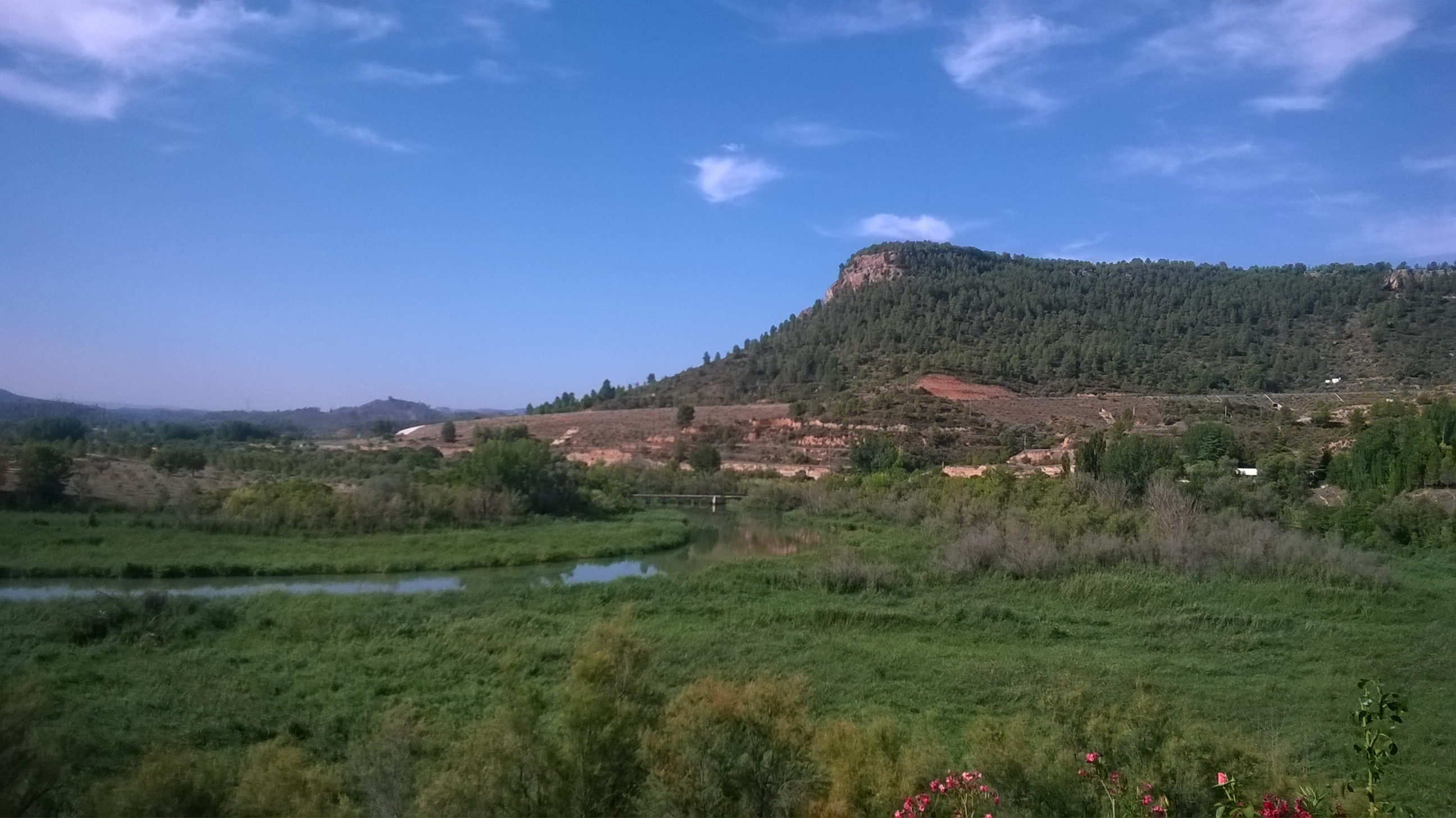
Cofrentes

Liste des maires, depuis les premières élections démocratiques.
| Législature | Nom du Maire         | Parti politique |
| ----------- | -------------------- | --------------- |
| 1979-1983   |                      |                 |
| 1983-1987   |                      |                 |
| 1987-1991   |                      |                 |
| 1991-1995   |                      |                 |
| 1995-1999   |                      |                 |
| 1999-2003   |                      |                 |
| 2003-2007   | Raúl Ángel Domínguez | PP              |
| 2007-2011   |                      |                 |

### Lien externe

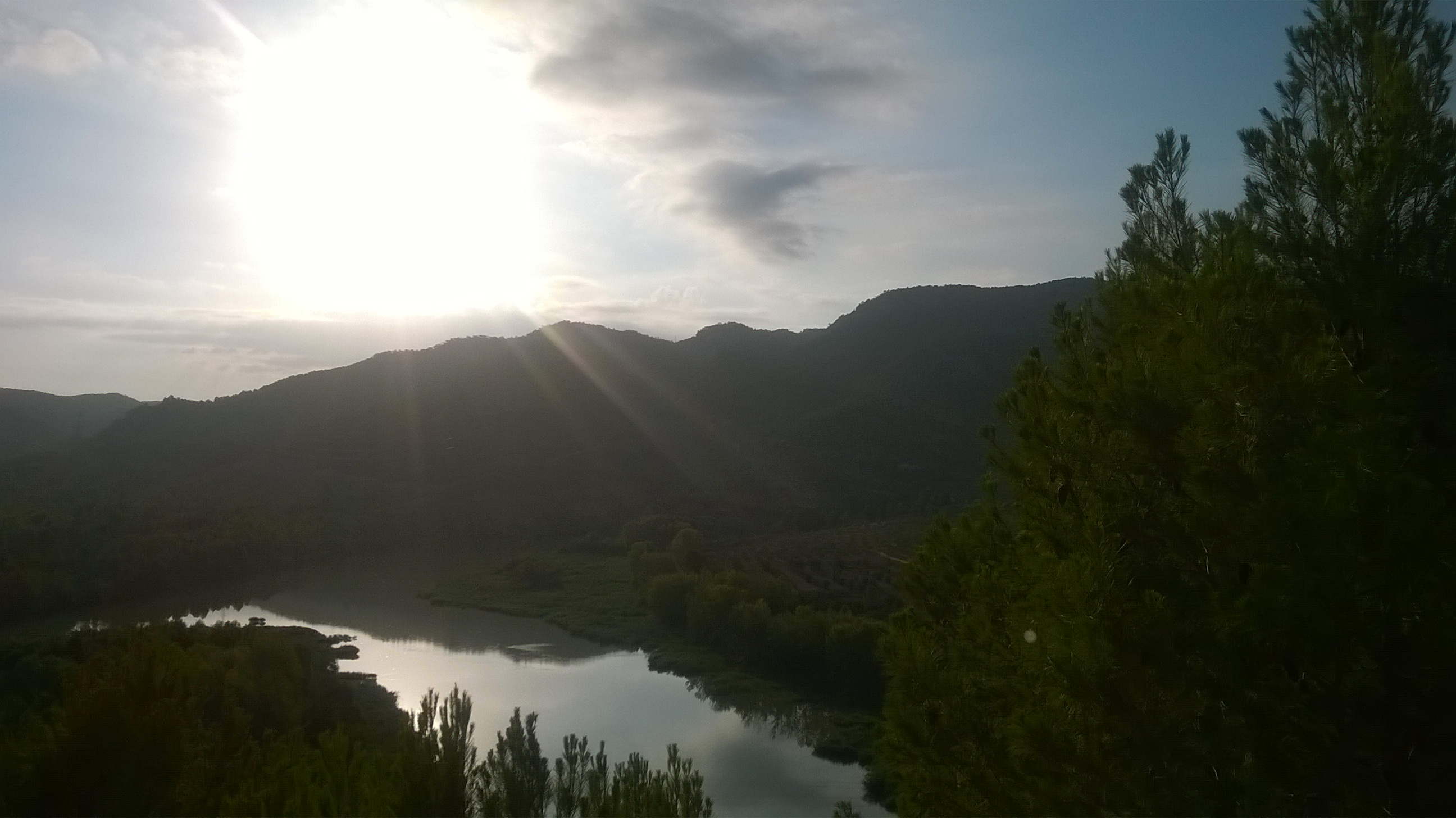
Cofrentes

### Sources
- (es) Cet article est partiellement ou en totalité issu de l’article de Wikipédia en espagnol intitulé « Cofrentes » (voir la liste des auteurs).